# Xã Fountain, Quận Edmunds, South Dakota
Xã Fountain (tiếng Anh: Fountain Township) là một xã thuộc quận Edmunds, tiểu bang Nam Dakota, Hoa Kỳ. Năm 2010, dân số của xã này là 71 người.